# پرتو (برنامه تلویزیونی)
پرتو از برنامه‌های شاخص شبکه چهار صدا و سیمای ایران بود. این برنامه در سال‌های ۱۳۸۰ و ۱۳۸۱ با اجرای علی درستکار و علی‌اکبر عبدالرشیدی پخش می‌شد. دورهٔ دوم این برنامه در سال‌های ۱۳۸۵ و ۱۳۸۶ با اجرای اسماعیل میرفخرایی، علی‌اکبر عبدالرشیدی و فرشید فصیحی پخش شد.

## محتوا
علی درستکار که به مدت یک سال اجرای پرتو را بر عهده داشت، می‌گوید:
در آن برنامه مطرح‌ترین و برجسته‌ترین دانشمندان علوم مختلف مهمان ما بودند و من با آنها گفت‌وگو می‌کردم که البته دلیل دعوت این افراد به شرایط خاص زمانی بستگی داشت، یعنی اگر مثلاً در حوزه نانو یا پزشکی اتفاقی در کشور می‌افتاد یا همایشی برگزار می‌شد ما مهمانی مرتبط با موضوع را به برنامه دعوت می‌کردیم.
بازخوردهایی که از برنامه «پرتو» می‌گرفتیم برای من خیلی جالب بود. مخاطبان تلویزیون از محتوای آن گفت‌وگوها اظهار خشنودی می‌کردند و نیز این‌که گروهی از مخاطبان از منظری خاص این گفت‌وگوها را می‌پسندیدند، چون در آن برنامه من احساسات خودم را پنهان نمی‌کردم و در طول برنامه غرور ملی خودم را به سبب داشتن چنین دانشمندانی بیان می‌کردم و این احساسات به ببینده‌ها هم منتقل می‌شد.

به دلایلی من از آن برنامه حذف شدم، ولی همیشه در آرزوی تکرار آن فضا در شبکه چهار بودم، زیرا همه چیز آن برنامه خوب بود، ضمن این‌که برنامه پرتو نقطه عطفی در زندگی من بود. در برنامه دانه نیز همان رویکرد و هدف را دنبال می‌کنیم و قصد داریم افرادی را که باعث مباهات ملت ما هستند به مردم معرفی کنیم.

## مهمانان
- پرویز شهریاری
- منوچهر آریانپور کاشانی
- عبدالرضا نوروزی چاکلی